# Бібліотечка «Квант»

Перший випуск серії (1980) — перевидання книги 1935 року розстріляного радянською владою вінничанина Матвія Бронштейна (1906—1938)

Бібліотечка «Квант» — серія науково-популярних книг фізико-математичної тематики, що в 1980—1992 роках видавалася головною редакцією фізико-математичної літератури видавництва «Наука», а з 1993 року (випуск 85) — видавництвом «Бюро Квантум». Емблема серії — стрічка Мебіуса.

## Історія
Серія була започаткована для створення науково-популярних книг, доступних за своїм рівнем для школярів старших класів, які мають достатню підготовку. Хоча три перші книги серії були перевиданнями або перекладами науково-популярної літератури, надрукованої раніше, більшість книг серії були написані спеціально для бібліотечки «Квант». Спочатку серія існувала як додаток до журналу «Квант», хоча книги надходили лише у роздрібний продаж і ніколи не поширювалися за підпискою.
Для випуску серії було створено редакційну колегію, до якої входили відомі вчені, у тому числі нобелівський лауреат Петро Капіца й майбутній нобелівський лауреат Олексій Абрикосов. У початковому складі редакційної колегії головою був Ісаак Кікоїн, а заступником голови — Андрій Колмогоров.
Видання серії було припинено у 1994 році та відновлено лише у 2004 році.

## Список книг серії
1. Бронштейн М. П. Атомы и электроны. — Москва : Наука, 1980. — 152 с. — 150000 прим.
2. Фарадей М. История свечи. — Москва : Наука, 1980. — 128 с. — 150000 прим.
3. Оре О.[ru]. Приглашение в теорию чисел. — Москва : Наука, 1980. — 128 с. — 150000 прим.
4. Опыты в домашней лаборатории. — Москва : Наука, 1980. — 144 с. — 150000 прим.
5. Слободецкий И. Ш., Асламазов Л. Г. Задачи по физике. — Москва : Наука, 1980. — 176 с. — 150000 прим.
6. Мочалов Л. П. Головоломки. — Москва : Наука, 1980. — 128 с. — 300000 прим.
7. Александров П. С. Введение в теорию групп. — Москва : Наука, 1980. — 144 с. — 100000 прим.
8. Штейнгауз Г. Математический калейдоскоп. — Москва : Наука, 1981. — 160 с. — 150000 прим.
9. Замечательные ученые / Под ред. С. П. Капицы. — Москва : Наука, 1980. — 192 с. — 150000 прим.
10. Глушков В. М., Валах В. Я. Что такое ОГАС?. — Москва : Наука, 1981. — 160 с. — 150000 прим.
11. Копылов Г. И. Всего лишь кинематика. — 2-е изд. — Москва : Наука, 1981. — 176 с. — 150000 прим.
12. Смородинский Я. А.[ru]. Температура. — Москва : Наука, 1981. — 160 с. — 150000 прим.
13. Карпов А. Е., Гик Е. Я. Шахматный калейдоскоп. — Москва : Наука, 1981. — 208 с. — 300000 прим.
14. Гиндикин С. Г.[ru]. Рассказы о физиках и математиках. — Москва : Наука, 1982. — 192 с. — 150000 прим.
15. Боровой А. А. Как регистрируют частицы (По следам нейтрино). — Москва : Наука, 1981. — 176 с. — 150000 прим.
16. Каганов М. И., Цукерник В. М. Природа магнетизма. — Москва : Наука, 1982. — 192 с. — 150000 прим.
17. Шарыгин И. Ф.[ru]. Задачи по геометрии (планиметрия). — Москва : Наука, 1982. — 160 с. — 150000 прим.
18. Тарасов Л. В., Тарасова А. Н. Беседы о преломлении света. — Москва : Наука, 1982. — 176 с. — 150000 прим.
19. Эфрос А. Л. Физика и геометрия беспорядка. — Москва : Наука, 1982. — 176 с. — 150000 прим.
20. Пикин С. А., Блинов Л. М. Жидкие кристаллы. — Москва : Наука, 1982. — 208 с. — 150000 прим.
21. Болтянский В. Г., Ефремович В.А. Наглядная топология. — Москва : Наука, 1983. — 160 с. — 120000 прим.
22. Башмаков М. И.[ru], Беккер Б. М., Гольховой В. М.[ru]. Задачи по математике. Алгебра и анализ. — Москва : Наука, 1982. — 192 с. — 150000 прим.
23. Колмогоров А. Н., Журбенко И. Г., Прохоров А. В. Введение в теорию вероятностей. — Москва : Наука, 1982. — 160 с. — 150000 прим.
24. Гик Е. Я. Шахматы и математика. — Москва : Наука, 1983. — 176 с. — 300000 прим.
25. Франк-Каменецкий М. Д. Самая главная молекула. — Москва : Наука, 1983. — 160 с. — 150000 прим.
26. Эдельман В. С. Вблизи абсолютного нуля. — Москва : Наука, 1983. — 176 с. — 150000 прим.
27. Филонович С. Р. Самая большая скорость. — Москва : Наука, 1983. — 176 с. — 150000 прим.
28. Бокштейн Б. С. Атомы блуждают по кристаллу. — Москва : Наука, 1984. — 208 с. — 150000 прим.
29. Бялко А. В.[ru]. Наша планета — Земля. — Москва : Наука, 1983. — 208 с. — 150000 прим.
30. Аршинов М. Н., Садовский Л. Е. Коды и математика (рассказы о кодировании). — Москва : Наука, 1983. — 144 с. — 150000 прим.
31. Шарыгин И. Ф.[ru]. Задачи по геометрии (стереометрия). — Москва : Наука, 1984. — 160 с. — 150000 прим.
32. Займовский В. А., Колупаева Т. Л. Необычные свойства обычных металлов. — Москва : Наука, 1984. — 192 с. — 120000 прим.
33. Левинштейн М. Е., Симин Г. С. Знакомство с полупроводниками. — Москва : Наука, 1984. — 240 с. — 150000 прим.
34. Дубровский В. Н., Смородинский Я. А.[ru], Сурков Е. Л. Релятивистский мир. — Москва : Наука, 1984. — 176 с. — 93000 прим.
35. Михайлов А. А. Земля и её вращение. — Москва : Наука, 1984. — 80 с. — 150000 прим.
36. Пурмаль А. П., Слободецкая Е. М., Травин С. О. Как превращаются вещества. — Москва : Наука, 1984. — 176 с. — 100000 прим.
37. Воронов Г. С. Штурм термоядерной крепости. — Москва : Наука, 1985. — 192 с. — 100000 прим.
38. Чернин А. Д.[ru]. Звезды и физика. — Москва : Наука, 1984. — 160 с. — 136500 прим.
39. Брагинский В. Б., Полнарев А.Г. Удивительная гравитация (или как измеряют кривизну мира). — Москва : Наука, 1985. — 160 с. — 110000 прим.
40. Хилькевич С. С. Физика вокруг нас. — Москва : Наука, 1985. — 160 с. — 150000 прим.
41. Звенигородский Г. А. Первые уроки программирования. — Москва : Наука, 1985. — 208 с. — 150000 прим.
42. Тарасов Л. В. Лазеры: действительность и надежды. — Москва : Наука, 1985. — 176 с. — 100000 прим.
43. Кабардин О. Ф., Орлов В. А. Международные физические олимпиады школьников. — Москва : Наука, 1985. — 160 с. — 150000 прим.
44. Садовский Л. Е., Садовский А. Л. Математика и спорт. — Москва : Наука, 1985. — 191 с. — 100000 прим.
45. Окунь Л. Б. α β γ … Ζ (Элементарное введение в физику элементарных частиц). — Москва : Наука, 1985. — 112 с. — 67000 прим.
46. Гегузин Я. Е. Пузыри. — Москва : Наука, 1985. — 176 с. — 110000 прим.
47. Марочник Л. С. Свидание с кометой. — Москва : Наука, 1985. — 207 с. — 130000 прим.
48. Филиппов А. Т. Многоликий солитон. — 2-е изд. — Москва : Наука, 1990. — 288 с. — 65000 прим. — ISBN 5020144053.
49. Богданов К. Ю. Физик в гостях у биолога. — Москва : Наука, 1986. — 144 с. — 135000 прим.
50. Занимательно о физике и математике / Составители С. С. Кротов, А. П. Савин. — Москва : Наука, 1987. — 144 с. — 336000 прим.
51. Рачлис Х. Физика в ванне. — Москва : Наука, 1986. — 96 с. — 220000 прим.
52. Липунов В. М. В мире двойных звезд. — Москва : Наука, 1986. — 208 с. — 111000 прим.
53. Кикоин И. К.[ru]. Рассказы о физике и физиках. — Москва : Наука, 1986. — 160 с. — 130000 прим.
54. Понтрягин Л. С. Обобщения чисел. — Москва : Наука, 1986. — 120 с. — 50000 прим.
55. Данилов И. Д. Секреты программируемого калькулятора. — Москва : Наука, 1986. — 160 с. — 300000 прим.
56. Тихомиров В. М.[ru]. Рассказы о максимумах и минимумах. — Москва : Наука, 1986. — 192 с. — 150000 прим.
57. Силин А. А. Трение и мы. — Москва : Наука, 1987. — 192 с. — 150000 прим.
58. Ашкинази Л. А. Вакуум для науки и техники. — Москва : Наука, 1987. — 128 с. — 104500 прим.
59. Чернин А. Д.[ru]. Физика времени. — Москва : Наука, 1987. — 224 с. — 150000 прим.
60. Буздин А. А., Ильин В. А., Кривченков И. В., Кротов С. С., Свешников Н. А. Задачи московских физических олимпиад. — Москва : Наука, 1988. — 192 с. — 300000 прим.
61. Балк М. Б., Болтянский В. Г. Геометрия масс. — Москва : Наука, 1987. — 160 с. — 145000 прим.
62. Фейнман Р. Характер физических законов. — 2-е изд. — Москва : Наука, 1987. — 160 с. — 163000 прим.
63. Асламазов Л. Г., Варламов А. А. Удивительная физика. — Москва : Наука, 1988. — 160 с. — 150000 прим.
64. Колмогоров А. Н. Математика — наука и профессия. — Москва : Наука, 1988. — 288 с. — 131000 прим. — ISBN 5020138797.
65. Левинштейн М. Е., Симин Г. С. Барьеры (От кристалла до интегральной схемы). — Москва : Наука, 1987. — 320 с. — 134000 прим.
66. Фейнман Р. КЭД—странная теория света и вещества. — Москва : Наука, 1988. — 144 с. — 150000 прим. — ISBN 5020138835.
67. Зельдович Я. Б., Хлопов М. Ю. Драма идей в познании природы (частицы, поля, заряды). — Москва : Наука, 1988. — 240 с. — 98000 прим. — ISBN 5020138789.
68. Новиков И. Д. Как взорвалась Вселенная. — Москва : Наука, 1988. — 176 с. — 150000 прим. — ISBN 5020138819.
69. Беркинблит М. Б., Глаголева Е. Г. Электричество в живых организмах. — Москва : Наука, 1988. — 288 с. — 123000 прим. — ISBN 5020138770.
70. Стасенко А. Л. Физика полета. — Москва : Наука, 1988. — 144 с. — 115000 прим. — ISBN 5020138827.
71. Штейнберг А. С. Репортаж из мира сплавов. — Москва : Наука, 1989. — 256 с. — 85000 прим. — ISBN 5020140880.
72. Полищук В. Р. Как исследуют вещества. — Москва : Наука, 1989. — 224 с. — 80000 прим. — ISBN 5020140864.
73. Кэрролл Л. Логическая игра. — Москва : Наука, 1991. — 192 с. — 270000 прим. — ISBN 5020142204.
74. Гросберг А. Ю., Хохлов А. Р.[ru]. Физика в мире полимеров. — Москва : Наука, 1989. — 208 с. — 71000 прим. — ISBN 5020140821.[недоступне посилання з 01.09.2018]
75. Мигдал А. Б. Квантовая физика для больших и маленьких. — Москва : Наука, 1989. — 144 с. — 100000 прим. — ISBN 5020138800.
76. Гетман В. С. Внуки Солнца. — Москва : Наука, 1989. — 176 с. — 150000 прим. — ISBN 5020140813.
77. Гальперин Г. А.[ru], Земляков А. Н.[ru]. Математические бильярды (бильярдные задачи и смежные вопросы математики и механики). — Москва : Наука, 1990. — 288 с. — 130000 прим. — ISBN 5020140805.
78. Белонучкин В. Е. Кеплер, Ньютон и все-все-все…. — Москва : Наука, 1990. — 128 с. — 160000 прим. — ISBN 5020144002.
79. Филонович С. Р. Судьба классического закона. — Москва : Наука, 1990. — 240 с. — 70500 прим. — ISBN 5020140872.
80. Бронштейн М. П. Солнечное вещество. Лучи икс. Изобретатели радиотелеграфа. — Москва : Наука, 1990. — 176 с. — 143000 прим. — ISBN 5020145122.
81. Буздин А. И., Зильберман А. Р., Кротов С. С. Раз задача, два задача…. — Москва : Наука, 1990. — 240 с. — 150000 прим. — ISBN 5020144010.
82. Перельман Я. И. Знаете ли Вы физику?. — Москва : Наука, 1992. — 272 с. — 51945 прим. — ISBN 5020144460.
83. Хонсбергер Р.[ru]. Математические изюминки. — Москва : Наука, 1992. — 176 с. — 55450 прим. — ISBN 5020144061.
84. Носов Ю. Р. Дебют оптоэлектроники. — Москва : Наука, 1992. — 240 с. — 9895 прим. — ISBN 5020144045.
85. Гамов Г. Приключения мистера Томпкинса. — Москва : Бюро Квантум, 1993.
86. Слободецкий И. Ш., Асламазов Л. Г. Задачи по физике. — 2-е издание. — Москва : Бюро Квантум, 1993. (переиздание выпуска 5)
87. Физика и … / Составители С. С. Кротов, В. А. Тихомирова, А. И. Черноуцан. — Москва : Бюро Квантум, 1994.
88. Спивак А. В. Математический праздник. — Москва : Бюро Квантум, 2004. — 288 с. — ISBN 978-5-85843-035-3.
89. Асламазов Л. Г., Слободецкий И. Ш. Задачи и не только по физике. — Москва : Бюро Квантум, 2005.
90. Гнэдиг П., Хоньек Д., Райли К. Двести интригующих физических задач. — Москва : Бюро Квантум, 2005.
91. Стасенко А. Л. Bibliotechka_Kvant/_Bibliotechka_Kvant.html#091 Физические основы полёта. — Москва : Бюро Квантум, 2005.
92. Задачник «Кванта». Математика / Под редакцией Н. Б. Васильева. — Москва : Бюро Квантум, 2005. — 95 с.
93. Математические турниры имени А. П. Савина / Составитель А. В. Спивак. — Москва : Бюро Квантум, 2006.
94. Белотелов В. И., Звездин А. К. Bibliotechka_Kvant/_Bibliotechka_Kvant.html#094 Фотонные кристаллы и другие метаматериалы. — Москва : Бюро Квантум, 2006.
95. Задачник «Кванта». Математика. Часть 2 / Под редакцией Н. Б. Васильева. — Москва : Бюро Квантум, 2006.
96. Олимпиады «Интеллектуальный марафон». Физика / Составители Альминдеров В. В., Черноуцан А. И. — 2006.
97. Егоров А. А., Раббот Ж. М. Bibliotechka_Kvant/_Bibliotechka_Kvant.html#097 Олимпиады «Интеллектуальный марафон». Математика. — Москва : Бюро Квантум, 2006.
98. Богданов К. Ю. Прогулки с физикой. — Москва : Бюро Квантум, 2006.
99. Блиох П. В. Радиоволны на земле и в космосе. — Москва : Бюро Квантум, 2007.
100. Васильев Н. Б., Савин А. П., Егоров А. А. Избранные олимпиадные задачи. Математика. — Москва : Бюро Квантум, 2007.
101. Bibliotechka_Kvant/_Bibliotechka_Kvant.html#101 У истоков моей судьбы… / Составители А. Романенко, О. Алдошина, О. Камунина. — Москва : Бюро Квантум, 2007.
102. Спивак А. В. Bibliotechka_Kvant/_Bibliotechka_Kvant.html#102 Арифметика. — Москва : Бюро Квантум, 2007. — 160 с. — ISBN 5-85843-067-8.
103. Смородинский Я. А.[ru]. Bibliotechka_Kvant/_Bibliotechka_Kvant.html#103 Температура. — 3-е издание. — Москва : Бюро Квантум, 2007. (переиздание выпуска 12)
104. Васильев А. Н. Bibliotechka_Kvant/_Bibliotechka_Kvant.html#104 История науки в коллекции монет. — Москва : Бюро Квантум, 2007.
105. Акулич И. Ф. Bibliotechka_Kvant/_Bibliotechka_Kvant.html#105 Королевские прогулки. — Москва : Бюро Квантум, 2008.
106. Исаак Константинович Кикоин в жизни и в «Кванте» / Составители Брук Ю. М., Кротов С. С., Тихомирова В. А., Черноуцан А. И. — Москва : Бюро Квантум, 2008.
107. Голицын Г. С. Макро- и микромиры и гармония. — Москва : Бюро Квантум, 2008.
108. Александров П. С. Bibliotechka_Kvant/_Bibliotechka_Kvant.html#108 Введение в теорию групп. — 2-е издание. — Москва : Бюро Квантум, 2008. (переиздание выпуска 7)
109. Спивак А. В. Bibliotechka_Kvant/_Bibliotechka_Kvant.html#109 Арифметика-2. — Москва : Бюро Квантум, 2008. — 160 с. — ISBN 5-85843-067-8.
110. Крюков П. Г. Bibliotechka_Kvant/_Bibliotechka_Kvant.html#110 Лазер — новый источник света. — Москва : Бюро Квантум, 2009.
111. Сосинский А. Б.[ru]. Bibliotechka_Kvant/_Bibliotechka_Kvant.html#111 Узлы. Хронология одной математической теории. — Москва : Бюро Квантум, 2009.
112. Пятаков А. П., Григал П. П. Лаборатория на коленке. — Москва : Бюро Квантум, 2009.
113. Заславский А. А. Bibliotechka_Kvant/_Bibliotechka_Kvant.html#113 Олимпиады имени И. Ф. Шарыгина. — Москва : Бюро Квантум, 2009.
114. Коновалихин С. В. Bibliotechka_Kvant/_Bibliotechka_Kvant.html#114 Сборник качественных задач по физике. — Москва : Бюро Квантум, 2010.
115. Гик Е. Я. Математика и шахматы. — Москва : Бюро Квантум, 2010. — 175 с. — ISBN 978-5-85843-100-8.
116. Белопухов Л. К. Bibliotechka_Kvant/_Bibliotechka_Kvant.html#116 Физика внезапного. — Москва : Бюро Квантум, 2010.
117. Васильев Н. Б., Егоров А. А. Задачи Всесоюзных математических олимпиад (Часть 1). — Москва, 2010.
118. Задачник «Кванта». Физика. Часть 1. — Москва, 2010.
119. Васильев Н. Б., Егоров А. А. Задачи Всесоюзных математических олимпиад (Часть 2). — Москва, 2011.
120. Задачник «Кванта». Физика. Часть 2. — Москва, 2011.
121. Васильев Н. Б., Гутенмахер В. Л., Раббот Ж. М., Тоом А.Л. Заочные математические олимпиады. — Москва, 2012.
122. Долгинов А. З. Строение материи: от атомов до вселенной. — Москва, 2012.
123. Задачник «Кванта». Физика. Часть 3. — Москва, 2012.
124. Толпыго А. 130 нестандартных задач: из запасников математических олимпиад. — Москва, 2012.
125. Васильев Н. Б. Статьи из журнала "Квант". Часть 1. — Москва, 2012.
126. Васильев Н. Б. Статьи из журнала "Квант". Часть 2. — Москва, 2013.
127. Горелик Г. Е.[ru]. Новые слова науки - от маятника Галилея до квантовой гравитации. — Москва, 2013.
128. Гик Е. Я. Компьютерные шахматы. — Москва, 2013.
129. Каганов М. И. Физика глазами физика. Часть 1. — Москва, 2014.
130. Каганов М. И. Физика глазами физика. Часть 2. — Москва, 2014.
131. Колмогоровской школе — пятьдесят. Сборник статей. Часть 1 / Вавилов В. В., Дубровский В. Н., Егоров А. А. (сост.). — Москва, 2014.
132. Колмогоровской школе — пятьдесят. Сборник статей. Часть 2 / Вавилов В. В., Дубровский В. Н., Егоров А. А. (сост.). — Москва, 2014.
133. Богданов К. Ю. Физик в гостях у биолога. — Москва, 2015.
134. Заславский А. А. Олимпиады имени И.Ф. Шарыгина (2010—2014). — Москва, 2015. — ISBN 978-5-4439-0626-3.
135. Колмогоров А. Н., Журбенко И. Г., Прохоров А. В. Введение в теорию вероятностей (3-е изд). — Москва, 2015. — ISBN 978-5-4439-1004-8.
136. Ашкинази Л. А. Рекорды и пределы, или Введение в экстремальное материаловедение. — Москва, 2016. — ISBN 978-5-4439-1026-0.
137. Алексеев В. Б. Теорема Абеля в задачах и решениях. — Москва, 2017. — ISBN 978-5-4439-3149-4.
138. Ахмедов Э. Т., Громов А. В. Картины фундаментальной физики. — Москва, 2021. — ISBN 978-5-4439-1571-5.
139. Заславский А. А. Олимпиады им. И. Ф. Шарыгина. 2015–2019 гг.
140. Произволов В. В. Задачи на вырост.
141. Колмогоров А. Н., Журбенко И. Г., Прохоров А. В. Введение в теорию вероятностей.